# Alberto Rivolta
Alberto Rivolta (Lissone, 1967. november 4. – Monza, 2019. november 3.) U20-as válogatott olasz labdarúgó, hátvéd.

## Pályafutása
13 éves korától az Internazionale korosztályos csapataiban játszott. 1985 decemberében mutatkozott be az A-csapatban egy Como elleni bajnoki mérkőzésen. 1987–88-ban kölcsönben szerepelt a Parma együttesében. 1998-ban a Cosenza labdarúgója volt. 1988 és 1990 között ismét az Inter játékosa volt és tagja volt az 1988–89-es bajnokcsapatnak. 1990–91-ben a Livorno, 1992-ben a Seregno játékosa volt. Tagja volt az olasz U20-as válogatott keretnek.
24 évesen egy ritka fajta agydaganat, az ependymoma miatt kellett visszavonulnia. 2019. november 3-án betegsége következtében, egy nappal 52. születésnapja előtt elhunyt.

## Sikerei, díjai
Internazionale
- Olasz bajnokság
  - bajnok: 1988–89